# ロック・ザ・カスバ
「ロック・ザ・カスバ」（Rock the Casbah）は、ザ・クラッシュの1982年のアルバム『コンバット・ロック』の収録曲。後にシングル・カットされ、バンドで唯一全米シングルチャートのトップ10にランクイン、ビルボードでは最高位8位となった。

## 曲の由来
一説では、ホメイニ政権下のイランでロックが禁止されていたことに影響を受けたという。
「カスバを動かせ」の影響で人民が禁を無視し始めた。王は禁を冒す者を戦闘機で爆撃するよう命ずるが、パイロットは命令を拒否し、コックピットの無線機でロックを聴く。こういった状況を寓話作家が語る。
曲中ではイランを含め、いかなるイスラーム教国の名も出していない。歌詞ではアラビア語、ヘブライ語、ウルドゥー語、北アフリカの用語が使われている。たとえば「シャリーフ」、「ベドウィン」、「シャイフ」、「カーシェール」、「ラーガ」、「ムアッジン」、「ミナレット」そして「カスバ」である。
ベスト・アルバム『クラッシュ・オン・ブロードウェイ』の解説によると、この曲はバンドのマネージャー、バーニー・ローズが、バンドがアルバムに用意した過度に長い曲に対し、ふざけて「どの曲もこんな、ラーガ（長さと複雑さで有名なインドの音楽様式）のように長くなくちゃいけないのか?」とこぼしたことに端を発する。ストラマーは、後に「王はブギーマンに言った、『ラーガをやめろ』」という行を冒頭に付け加えた。残りの歌詞はすぐ後に続く。
この曲は、ドラマーのトッパー・ヒードンが単なるパーカッション奏者を越え、作曲もこなした数少ない曲の1つである。イントロは彼が以前から温めていたピアノフレーズで始まり、曲になる以前、リハーサルの合間に遊びで録音されていたもの。2000年のドキュメンタリー映画『ウェストウェイ・トゥ・ザ・ワールド』で、彼がドラム、ベース、ピアノを演奏したことを明かしている。ヒードンは、単にバンドのために演奏していると思っていたものが、知らずに録音されていたと主張している。レコードのために必要なものはギターとボーカルのパートが残っているのみであった。

## ミュージック・ビデオ
クラッシュは、数曲で低予算のヴィデオを作ったが、その中で「ロック・ザ・カスバ」の物は特に印象的である。テキサス州オースティンで撮られたこのビデオには、バーニー・ローズ演じるアラブ人と Mark "Frothler" Helfont 演じるハシド派ユダヤ人がアルマジロに追いかけられながら車上で踊る。そして油井の前で演奏するクラッシュの映像が織り込まれる。ヴィデオのユーモラスな演出は曲調にあっており、アラブ人とユダヤ人のおどけた様子からは、イスラエルとアラブの良好な関係への願いがうかがえる。
このビデオに登場するのは初期ドラマーのテリー・チャイムズ。ヒードンは曲の発売前に麻薬中毒でバンドを去っている。ヒードンは「自分の場所で自分の曲を他人が演っている」のを見るのが苦痛であると漏らした。そして、深い鬱状態と薬物依存の悪循環へと陥っていく。

## シングル
アメリカ盤シングルでは、アルバムのものと異なるミックスが行われている。シングル版ではベースの音がよりはっきりしている。そして3コーラス目の終りの「jive」はデジタル・ディレイ処理で数秒間持続する。このシングルヴァージョンがヴィデオで使われている。
数度のシングルリリースの度に使われたカップリング曲「ムスタファ・ダンス」は、この曲のインストルメンタル・リミックスである。

### 発売されたシングル
シングルはジャケット、規格、カップリング曲を変えて何度も再発売された（下表参照）。
| 年   | カップリング曲                                    | 規格           | レーベル          | 国                     | 注記                     |
| ---- | ------------------------------------------------- | -------------- | ----------------- | ---------------------- | ------------------------ |
| 1982 | ロック・ザ・カスバ                                | 45回転7インチ  | Epic 34-03245     | カナダ/ アメリカ合衆国 | プロモーション           |
| 1982 | ムスタファ・ダンス                                | 45回転12インチ | CBS 07.5P-191     | 日本                   | -                        |
| 1982 | ムスタファ・ダンス                                | 45回転7インチ  | Epic 49-03144     | アメリカ合衆国         | -                        |
| 1982 | ムスタファ・ダンス                                | 45回転12インチ | Epic 49-03144     | カナダ                 | -                        |
| 1982 | ムスタファ・ダンス                                | 45回転7インチ  | CBS A112479       | イギリス               | ピクチャー・ディスク     |
| 1982 | レッド・エンジェル・ドラグネット                  | 45回転7インチ  | Epic 34-03245     | カナダ                 | -                        |
| 1982 | ロング・タイム・ジャーク                          | 45回転7インチ  | Epic 34-03245     | アメリカ合衆国         | 青いダイカット・スリーヴ |
| 1982 | ムスタファ・ダンス                                | 45回転12インチ | CBS A 13-2479     | イギリス               | -                        |
| 1982 | ロング・タイム・ジャーク                          | 45回転7インチ  | Epic 15-05540     | アメリカ合衆国         | -                        |
| 1991 | ムスタファ・ダンス                                | 45回転7インチ  | Columbia 656814-7 | イギリス               | 再発売                   |
| 1991 | 1. ムスタファ・ダンス 2. マグニフィセント・ダンス | 45回転12インチ | Columbia 656814-6 | イギリス               | -                        |
| 1991 | 1. ムスタファ・ダンス 2. マグニフィセント・ダンス | CD             | Columbia 656814-2 | イギリス               | -                        |

## 政治的影響
この曲は湾岸戦争で米軍の非公式テーマソングとなった。これは曲中の「ミナレットを爆撃しろ」という行が影響を与えている。開戦時にAFNで最初に流された曲でもある。これはバンドの反戦的な立場に対して皮肉的なエピソードである。
ジャーナリストのヘスース・アリアスは「ストラマーは米軍が爆弾に "Rock the Casbah" と記していたというニュースを見て『まさか、俺の曲がアメリカ軍の死のシンボルになるなんて』と涙した。」と語った。
2006年に、保守的な「ナショナル・レヴュー」が発表した「保守的ロック曲」50曲の20位に選ばれた。湾岸戦争中の頻繁なリクエストを受けてのことである。湾岸戦争時の人気にもかかわらず、あるいはそのせいで「9.11以降クリア・チャンネルで不適切指定された楽曲リスト」の一曲に選出された。

## 順位
| チャート                     | 最高順位 | 日付      |
| ---------------------------- | -------- | --------- |
| 全英シングルチャート         | 30       | 1982      |
| ビルボード・ホット100        | 8        | 1982      |
| 全英シングルチャート         | 15       | 1991      |
| アイルランドシングルチャート | 10       | 1991年4月 |